# Leandro Paredes
Leandro Daniel Paredes (nascut el 29 de juny de 1994) és un futbolista professional argentí que juga com a migcampista pel Paris Sant-Germain i la selecció argentina.

## Carrera

### Boca Juniors
Paredes va fer el seu debut en lliga pel Boca Juniors en una derrota per 2–0 a fora contra Argentinos Juniors el 6 de novembre de 2010. El 29 de gener de 2014, va fitxar pel club Chievo Verona de la Serie A per la resta de la temporada 2013–14.

### Roma
Es va revelar que l'AS Roma havia arribat a un acord per fitxar Paredes del Boca Juniors i havia fet un prepagament de 4.5 milions d'euros; tanmateix Roma va quedar fora de la quota d'inscripció d'extracomunitaris, i per això va acabar firmant pel Chievo.
El 19 de juliol de 2014 Paredes va anar cedit a la Roma, amb una opció de compra a Boca Juniors. El 27 de setembre de 2014, Paredes va fer el seu debut amb la Roma, entrant com a suplent a la segona part en un partit guanyat per 2–0 contra l'Hellas Verona. El 8 de febrer de 2015, Paredes va marcar el seu primer gol amb la Roma en la victòria del club 2–1 contra el Cagliari Calcio. El juny de 2015, la Roma va signar Paredes per 6 milions d'euros.

### Zenit Sant Petersburg
L'1 de juliol de 2017, el Zenit va anunciar el fitxatge de Paredes en un contracte de quatre anys. El cost era 23 € milions amb 4 € milions en variables.

### Paris Santa-Germain
El 29 de gener de 2019, el Paris Sant-Germain va anunciar el fitxatge de Paredes en un contracte de quatre anys i mig, per una quantitat inicial de 40 milions, potencialment incrementable en variables fins a 47 milions. Va marcar el seu primer gol pel club en una victòria 2–0 en contra el Pau a la Copa de França el 29 de gener de 2020, exactament un any després de signar pel PSG, mentre portava la cinta de capità. El 10 d'abril de 2021, Paredes va marcar el seu primer gol a la Ligue 1, de falta, en una victòria per 4–1 contra l'Strasbourg.

#### Cessió a la Juventus
El 31 d'agost de 2022, Paredes fou cedit a la Juventus de la Serie A, per un any, amb opció de compra.

## Carrera internacional
El 19 de maig de 2017, Paredes va rebre la seva primera convocatòria sènior, de l'entrenador fitxat novament Jorge Sampaoli, per disputar un amistós entre l'Argentina i el Brasil i Singapur el juny. Va fer el seu debut internacional sènior en el partit en contra Singapur el 13 de juny, ajudant l'Argentina a guanyar per 6–0 a fora, en un partit en què també va marcar el seu primer gol com a internacional.
El maig de 2018, va ser inclòs en la convocatòria preliminar de l'Argentina, de 35 jugadors, pel Mundial de 2018 aRússia però no va estar entre els 23 finals. El 21 de maig de 2019, Paredes va ser inclòs per Lionel Scaloni entre els 23 jugadors que disputarien la Copa Amèrica de 2019.

## Palmarès
Boca Juniors
- Primera Divisió d'Argentina: 2011 Apertura
- Copa Argentina: 2011-12

Zenit Sant Petersburg
- Lliga de Rússia: 2018–19

Paris Sant-Germain
- Ligue 1: 2018–19, 2019–20,[19] 2021–22, 2022–23
- Copa de França: 2019–20,[20] 2020–21
- Copa de la Lliga: 2019–20
- Trophée des Campions: 2019, 2020,[21][22] 2022

Selecció argentina
- Copa del Món: 2022[23]
- Copa Amèrica: 2021,[24] 2024[25]